# Finn B. Larsen
Finn Bønning Larsen (auch Finn Bönning Larsen; * 5. September 1920 in Ballerup; † 10. August 2009 in Berlin) war ein dänischer Luftfahrtmanager.

## Leben
Finn Bønning Larsen war nach Angaben seiner Tochter dänisch-ungarischer Herkunft. Er war ein Sohn des Verkehrsassistenten Valdemar Thorvald Georg Larsen (1883–1959) und der Lehrerin Vilhelmine Caroline Larsen geborene Christensen. Ein Bruder war Hans Larsen (1912–1983), der im Zweiten Weltkrieg als dänischer Widerstandskämpfer gegen die deutsche Besatzung aktiv war. Nach Angaben seiner Tochter Corinna half auch Finn Larsen im Zweiten Weltkrieg verfolgten jüdischen Familien bei der Flucht nach Schweden.
Larsen begann ein Studium der Politik- und Wirtschaftswissenschaft in Kopenhagen, wich aber infolge seiner Widerstandsaktivitäten nach London aus. Dort fand er Arbeit bei der dänischen Fluggesellschaft DDL, die 1950 mit der schwedischen und norwegischen Konkurrenz zur skandinavischen Fluglinie SAS fusionierte. Für die SAS ging Larsen in den 1950er Jahren nach Brasilien. Danach war er von 1961 bis 1987 Europa-Direktor der brasilianischen Luftverkehrsgesellschaft Varig mit Sitz in Frankfurt am Main, zuständig für Mitteleuropa und Skandinavien. In dieser Zeit lebte er mit seiner Familie in Bad Soden am Taunus. Er gehörte zum internationalen Jetset und pendelte häufig zwischen Brasilien, England, Italien, Deutschland und Spanien hin und her. Für seine Arbeit in Brasilien nahm er 1980 in Canela aus der Hand des letzten von der Militärregierung eingesetzten Gouverneurs des Bundesstaates Rio Grande do Sul die Medalha Mauá entgegen, die für besondere Verdienste um den Ausbau des brasilianischen Verkehrswesens verliehen wird. Larsen war auch an der Gründung einer Schule in Brasilien beteiligt und half brasilianischen Fischern bei der Gründung von Genossenschaften.
In Frankfurt engagierte er sich jahrzehntelang in ehrenamtlichen Funktionen. Er war unter anderem Vorsitzender des Frankfurter Roll- und Eissport-Clubs und der Leistungsgemeinschaft Eiskunstlauf. Seiner Initiative sind der Bau der Eissporthalle Frankfurt und der Wiederaufbau der Alten Oper zu verdanken. Am 7. September 1982 wurde er für sein Engagement von Oberbürgermeister Walter Wallmann mit der Ehrenplakette der Stadt Frankfurt am Main ausgezeichnet. Er war von 1985 bis 1994 Vorsitzender der Frankfurter Sportstiftung.
In den 1990er Jahren führte Larsen eine eigene Beratungsfirma in Frankfurt, die Unternehmen und Regierungsstellen in Verkehrsfragen beriet. Höhepunkt dieser Aktivitäten war die durch seine Vermittlung zustande gekommene Fusion der deutschen Eisenbahnfährgesellschaft DFO mit ihren dänischen Partnern zur Scandlines AG, deren Geschäfte Larsen 1998/99 als erster Vorstandsvorsitzender anfänglich selbst leitete.
Larsen war mit der Deutschen Ingrid Sauerland verheiratet, mit der er die Kinder Corinna (* 1964) und Sven Erik (* 1968) bekam. Zwei weitere Kinder Larsens stammen aus einer früheren Verbindung in Dänemark. Angeblich zum Missfallen Larsens heiratete seine Tochter Corinna im Jahr 2000 Casimir Prinz zu Sayn-Wittgenstein-Sayn (* 1976), einen aus dem früheren deutschen Hochadel stammenden Mann, von dem sie sich nach vier Jahren scheiden ließ. Später wurde sie als Freundin des Königs Juan Carlos I. von Spanien international bekannt. Finn B. Larsen lebte zuletzt mit seiner Frau Ingrid in Orlando (Florida) und Berlin.

## Ehrungen und Auszeichnungen (Auswahl)
- Medalha do Mérito Mauá (1980)[8]
- Ehrenplakette der Stadt Frankfurt am Main (1982)[17]
- Großes Verdienstkreuz des Verdienstordens der Bundesrepublik Deutschland[6]
- Kommandeurkreuz des Verdienstordens Pro Merito Melitensi des Souveränen Malteserordens
- Ritterorden des Königreichs Dänemark[2]
- Brasilianische Ehrenbürgerschaft[6]